# أوفست (أسطوانة مطولة)
أوفسِت (بالإنجليزية: Offset) هي ثانٍ أسطوانة مطولة للمغنية الكورية كيم تشونغ ها، تم إصدارها بواسطة أم أن إتش إنترتينمنت وتوزيعه من قبل سي جي إيه أند إم قسم الأداء الموسيقي في 17 يناير 2018 .كان الألبوم السادس والعشرون الأكثر مبيعًا في يناير 2018 ، حيث تم بيع 11،102 نسخة مادية ، وأكثر 100 ألبوم مبيعًا في النصف الأول من عام 2018 مع بيع 13،751 نسخة.

## الإصدار
تم إصداره في 17 يناير 2018 ، من خلال العديد من المنصات الموسيقية ، بما في ذلك ميلون و آي تيونز.

## الأغاني
| #  | عنوان                       | المدة |
| -- | --------------------------- | ----- |
| 1. | "أوفست"                     | 1:09  |
| 2. | "رولر كوستير"               | 3:32  |
| 3. | "دوت أت"                    | 3:33  |
| 4. | "باد بوي"                   | 3:07  |
| 5. | "ريماند أوف يو" (너의 온도) | 4:03  |